# Bedřich Vacek
Bedřich Vacek (Modřany, 17 agosto 1919 – ...) è stato un calciatore cecoslovacco, di ruolo centrocampista.

## Carriera

### Nazionale
Fa il suo esordio in Nazionale il 18 aprile 1948 contro la Polonia (3-1).

## Palmarès

### Club

#### Competizioni nazionali
- Campionato cecoslovacco: 2

Slavia Praga: